# Gnathia oxyuraea
Gnathia oxyuraea es una especie de crustáceo isópodo de la familia Gnathiidae.

## Distribución geográfica
Se encuentra en el Atlántico nororiental.